# Spin (singel Lifehouse)
Spin - singel amerykańskiego zespołu Lifehouse, pierwszy singiel z płyty Stanley Climbfall, wydany w 2002 roku. 

## Spis utworów
1. "Spin" (Radio Version) - 3:53 (Jason Wade, Ron Aniello)